# Consiglio dei Dugento
Il Consiglio dei Dugento, (o Ducento) è stato un importante organo deliberativo del Ducato di Firenze e del Granducato di Toscana.

## Storia
Il Consiglio dei Dugento, nato ufficialmente il 27 aprile 1532, nella fase di transizione dalla Repubblica fiorentina al ducato mediceo, nonostante il chiaro riferimento nel nome, era composto da 244 membri, nominati direttamente dal duca. La carica di consigliere dei Dugento durava fino alla morte ed era riservata ai soli cittadini fiorentini di età non inferiore ai 35 anni. Benché fortemente esautorato dei propri poteri sotto la Reggenza lorenese, nel 1757 furono aggiunti nuovi 84 membri in gran parte francesi e lorenesi.
Questo organo legislativo si occupava delle questioni più diverse, dalla nomina di alcune magistrature fiorentine al rilascio della cittadinanza fiorentina. 
Con la riforma del 20 novembre 1781, il granduca Pietro Leopoldo abolì ufficialmente il Consiglio dei Dugento e le sue competenze furono trasferite, alcune, al Magistrato Supremo, e, dopo il 1789, altre al Consiglio di Stato e Finanze.